# Bolitoglossa medemi
Bolitoglossa medemi es una especie de salamandras en la familia Plethodontidae.
Habita en Colombia (Cundinamarca y Antioquia)y Panamá.
Su hábitat natural son bosques húmedos tropicales o subtropicales a baja altitud.
Está amenazada de extinción debido a la destrucción de su hábitat.